# Жан Батист Бори дьо Сен Венсан
Жан Батист Бори дьо Сен Венсан (на френски: Jean-Baptiste Bory de Saint-Vincent) е френски географ, ботаник и зоолог.

## Биография
Бори дьо Сен Венсан е роден през 1780 година в Ажан, Франция. През 1798 е включен като естественик в експедицията на Никола Боден, която заминава за Австралия, но по пътя остава на остров Мавриций и в продължение на две години изследва Реюнион и съседните острови. След завръщането си служи в армията, като участва в битките при Улм и Аустерлиц, както и в испанската кампания на маршал Никола Жан дьо Су през 1808.
Като активен бонапартист, след Реставрацията през 1815 Бори дьо Сен Венсан е принуден да се укрива до 1820, когато се завръща в Париж. През 1829 оглавява научна експедиция в Пелопонес, а през 1839 – в Алжир.